# Royal Aircraft Factory B.E.2
El Royal Aircraft Factory B.E.2 fue un biplano británico biplaza monomotor tractor diseñado y desarrollado en la Royal Aircraft Factory. La mayoría de los aviones de producción fueron construidos bajo contrato por varias compañías privadas, tanto fabricantes de aviones como firmas que no habían construido anteriormente aeronaves. En total, se manufacturaron alrededor de 3500 aparatos.
Las primeras versiones del B.E.2 entraron en servicio de escuadrón con el Real Cuerpo Aéreo en 1912; el modelo continuó sirviendo durante toda la Primera Guerra Mundial. Fue usado inicialmente como avión de reconocimiento y bombardero ligero de primera línea; modificado como monoplaza, demostró ser eficaz como caza nocturno, destruyendo varios dirigibles alemanes.
A finales de 1915, el B.E.2 estaba demostrando ser inadecuado para defenderse por sí mismo de los cazas alemanes como el entonces novedoso Eindecker, llevando a crecientes pérdidas durante el periodo conocido como el "Azote Fokker". Aunque ya obsoleto en ese momento, tuvo que permanecer en el frente mientras reemplazos adecuados eran diseñados, probados y puestos en servicio. Tras su retirada tardía de las operaciones, el modelo sirvió en varias capacidades de segunda línea, usándose como entrenador y avión de comunicaciones, así como realizando tareas de patrulla costera antisubmarina.
El B.E.2 siempre ha estado sujeto a controversia, en su época y en la valoración histórica posterior. Desde la variante B.E.2c en adelante había sido adaptado cuidadosamente para hacerlo “inherentemente estable”; esta característica fue considerada útil para realizar sus tareas de observación artillera y fotografía aérea, siendo la mayoría de ellas asignadas al piloto, que era capaz de volar sin prestar una constante atención a sus controles de vuelo. A pesar de la tendencia a balancearse en el despegue y de la mala reputación de entrar en barrena, el modelo tuvo una tasa de accidentes relativamente baja. Sin embargo, la estabilidad del modelo se consiguió a expensas de unos controles pesados, haciendo difíciles las maniobras rápidas. El observador, no llevado a menudo debido a la pobre carga útil del B.E., ocupaba el asiento delantero, donde tenía un limitado sector de fuego para su arma.

## Desarrollo

### Antecedentes
El B.E.2 fue uno de los primeros aviones de ala fija en ser diseñados en la entonces llamada Royal Balloon Factory (Real Fábrica de Globos) (la organización fue formalmente renombrada como Royal Aircraft Factory (Real Fábrica de Aviones) el 26 de abril de 1911). El equipo responsable de su diseño estaba bajo la dirección del ingeniero británico Mervyn O'Gorman, el superintendente de la fábrica. La designación B.E.2 fue formulada de acuerdo con el sistema inventado por Gorman, que clasificaba los aviones por su disposición: B.E. significaba Blériot Experimental, y fue usada para aviones de configuración tractora (aunque en la práctica todos los modelos B.E. eran biplanos, en lugar de los típicos monoplanos de la compañía Blériot).
Al principio, las actividades de la Factory estaban limitadas a realizar investigaciones en aerodinámica y diseño de aviones, y la construcción o diseño de aviones reales no estaban autorizados. Gorman eludió esta restricción usando la responsabilidad de la fábrica en la reparación y mantenimiento de aviones pertenecientes al Real Cuerpo Aéreo; aviones existentes que necesitaban reparaciones mayores eran nominalmente reconstruidos, pero a menudo eran realmente transformados en nuevos diseños, que generalmente retenían unos pocos elementos originales aparte del motor.
Los dos primeros aviones B.E. volaron con dos meses de diferencia uno del otro y tenían el mismo diseño básico, trabajo de Geoffrey de Havilland, que en esa época era el diseñador jefe y el piloto de pruebas de la Balloon Factory. El diseño de estos aviones llegó a verse como convencional, pero cuando aparecieron por primera vez, este no fue el caso. Más bien, en común con el contemporáneo 500, el B.E.2 fue uno de los diseños que establecieron el biplano tractor como el diseño de avión dominante durante un tiempo considerable. Tras su primera aparición pública a principios de enero de 1912, la publicación sobre aviación Flight comentó que: “todo lo que se podía ver de la máquina era de singular interés”.

### B.E.1

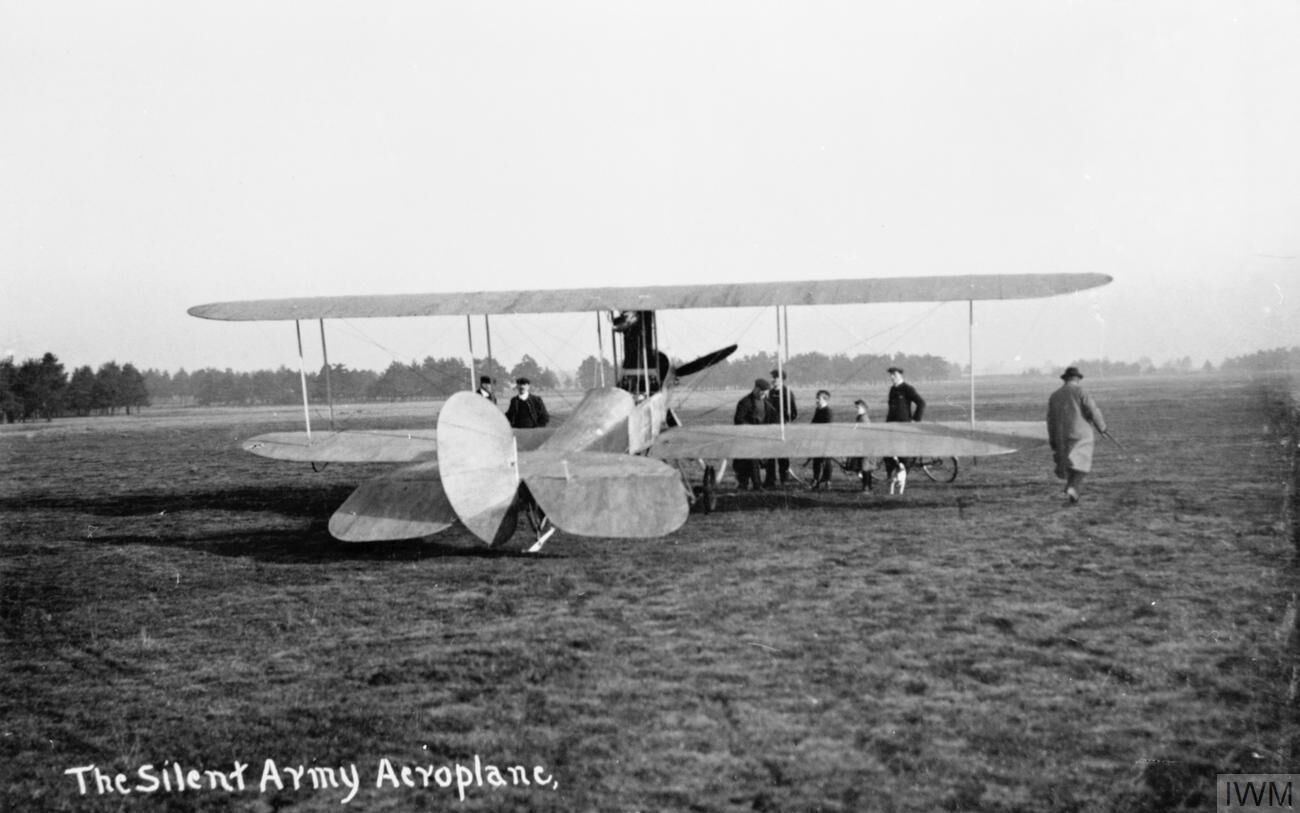
B.E.1., subtitulado originalmente "The Silent Army Aeroplane". Nótese el radiador entre los soportes de cabaña.

Era ostensiblemente una reconstrucción de un biplano Voisin, propulsado por un motor refrigerado por agua Wolseley de 45 kW (60 hp); sin embargo, el B.E.1 sólo usaba el motor y el radiador de esta máquina, estando montado el último entre la pareja delantera de soportes de cabaña.
El B.E.1 era un biplano tractor de dos vanos, tenía alas sin decalaje de cuerda paralela con puntas redondeadas, y usaba la deformación del ala para el control del alabeo. Las alas eran de envergadura desigual: la superior tenía 11,16 m y la inferior, 10,66 m.
El fuselaje era una estructura de sección rectangular arriostrada mediante cables y recubierta de tela, con el piloto sentado a popa, por detrás de las alas, y el observador delante, bajo la sección central. Esta disposición fue adoptada para que el avión pudiera ser pilotado en solitario sin afectar al centro de gravedad del mismo. Detrás de la posición del piloto, una cubierta superior curva se extendía hacia popa hasta la cola, aunque la cubierta delantera y la capota de las variantes posteriores no fueron instaladas en esta etapa.
Las superficies de cola del avión consistían en un estabilizador horizontal semiovalado con un elevador partido montado encima de los larguerillos superiores y un timón ovoide abisagrado a la popa; no había aleta vertical fija. El tren de aterrizaje principal consistía en un par de patines, llevando cada uno un soporte en V invertida en su parte trasera y un único soporte rastrillado en la parte delantera: un eje que llevaba las ruedas estaba unido a los patines con cuerdas elásticas retenidas por tirantes de reacción. Estaba equipado con un patín de cola de muelles, mientras que las alas también estaban protegidas por patines semicirculares localizados por debajo de las alas inferiores.
El B.E.1 representó varias primicias para la aviación, incluyendo ser, posiblemente, el primer aeroplano equipado con un aparato de radio.
Fue volado por primera vez por De Havilland el 4 de diciembre de 1911. El avión no voló de nuevo hasta el 27 de diciembre, modificado con la instalación de un carburador Claudel en lugar del Wolseley original, que no permitía un control de aceleración. Se realizaron otras modificaciones menores en las siguientes semanas: las ruedas del tren de aterrizaje se retrasaron 30,4 cm, las alas (que originalmente no tenían diedro) se volvieron a montar para tener 1º de diedro, y la hélice fue recortada para intentar aumentar la velocidad del motor. Más tarde, el motor Wolseley fue reemplazado por un Renault refrigerado por aire de 45 kW (60 hp).

### B.E.2
El B.E.2 era casi idéntico al B.E.1, diferenciándose principalmente en estar propulsado por un motor Renault V8 refrigerado por aire de 45 kW (60 hp) y en tener alas de igual envergadura. Su nuevo número no fue asignado porque se considerase un modelo separado. Los números asignados a los primeros prototipos de la Royal Aircraft Factory se consideran más correctamente como números del constructor, el lugar de designaciones de modelo. A veces descrito como una “reconstrucción” de un avión ya existente, ya fuera un Boxkite o un Bréguet Type IV, parece, de hecho, haber sido el primer aeroplano construido por la fábrica sin el subterfugio de ser una “reconstrucción”. Voló por primera vez el 1 de febrero de 1912, de nuevo con De Havilland como piloto de pruebas. El Renault demostró ser una planta motriz mucho más satisfactoria que el Wolseley que equipaba al B.E.1, y las prestaciones fueron mejoradas cuando fue equipado con una versión de 52 kW (70 hp) en mayo del mismo año.
El B.E.2 fue volado extensamente en la Competición de Aeroplano Militar celebrada en la llanura de Salisbury durante agosto de 1912. Formalmente, no se le permitía competir en las pruebas, ya que O’Gorman era uno de los jueces, pero sus prestaciones eran claramente superiores a las de la mayoría de los aviones competidores: el 12 de agosto de 1912, el B.E.2 estableció un nuevo récord de altitud británico de 3219 m (10 560 pies), mientras era volado por De Havilland, con el Comandante F. H. Sykes a bordo como pasajero.
Se produjeron otros prototipos de la serie B.E.2 de producción, incluyendo los B.E.5 y B.E.6. Esencialmente, sólo se diferenciaban del B.E.2 en la planta motriz, inicialmente un motor refrigerado por líquido ENV, y dado que ambos aviones fueron equipados finalmente con el Renault de 70 hp estándar, se convirtieron efectivamente en equivalentes al B.E.2 estándar de producción.

### B.E.2a

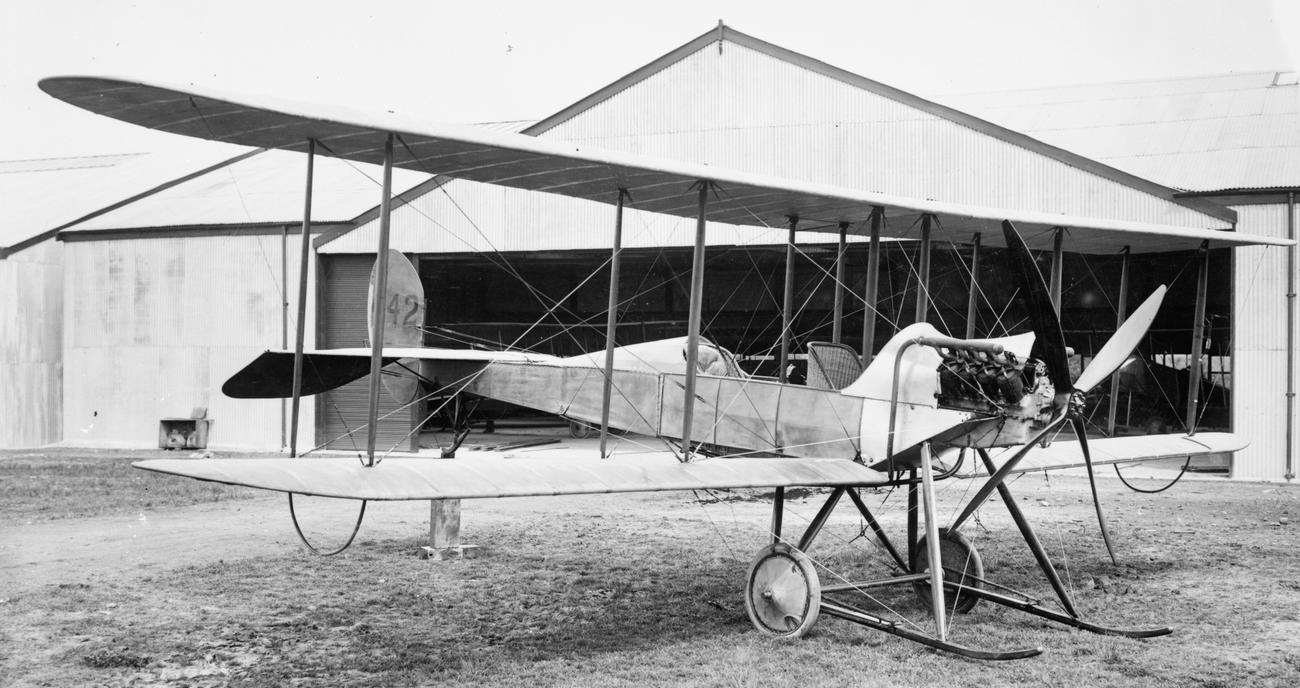
B.E.2a de producción temprana: nótese la falta de cubierta entre las cabinas y las alas de envergadura desigual.

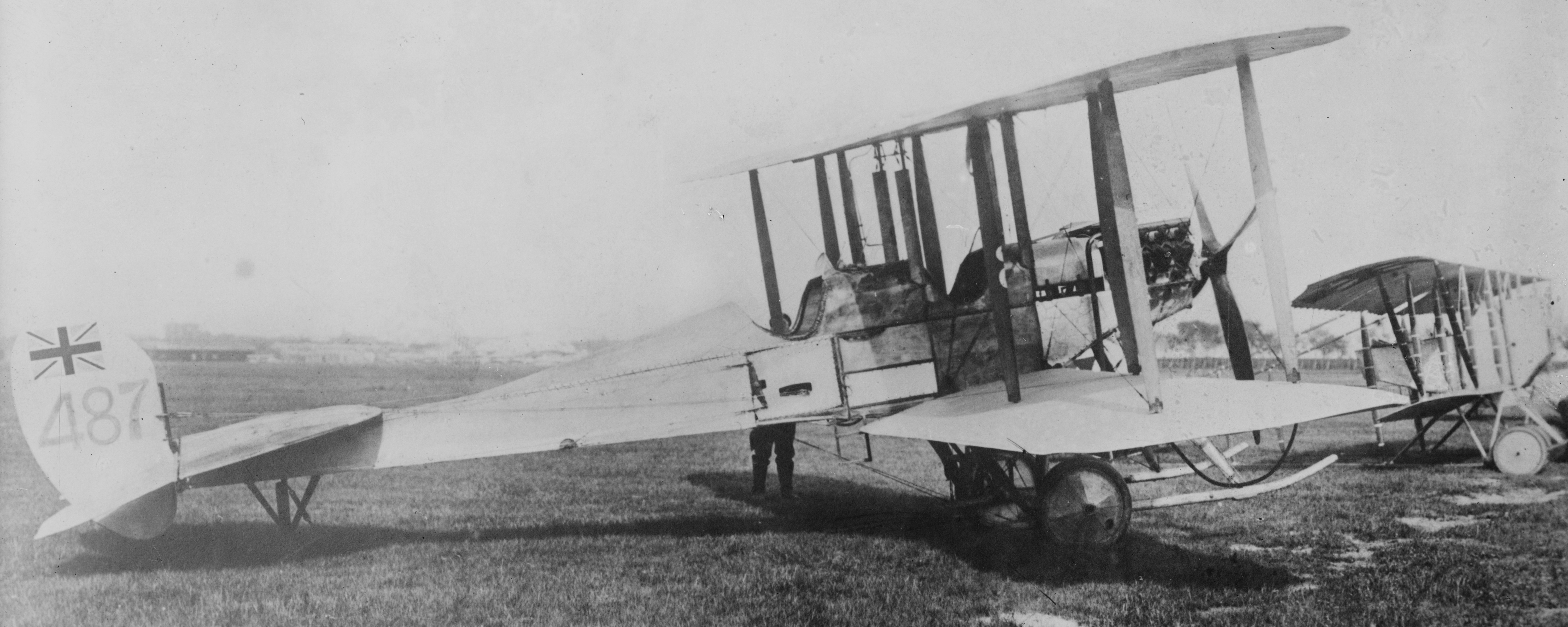
Un B.E.2a en Francia, 1915 (nótense los colores "antes de la escarapela".

La designación B.E.2a fue asignada al primer avión de producción. La designación B.E.2a apareció por primera vez en un dibujo datado el 20 de febrero de 1912, que mostraba un avión con alas de envergadura desigual con un ligero diedro. Se diferenciaba de los B.E.1 y B.E.2 precedentes al llevar un sistema de combustible revisado, en el que el aerodinámico depósito de gravedad situado debajo de la sección central del ala fue desplazado a una posición detrás del motor. El depósito de combustible principal permaneció bajo el asiento del observador.
Los primeros aviones de producción tenían alas de envergadura desigual, similares a las instaladas en el B.E.1, y el primero no tenía cubierta entre los asientos del piloto y el observador, aunque fue añadida más tarde. Las pruebas de carga con sacos de arena revelaron que el margen de seguridad del larguero trasero era algo menor que el del delantero; para remediarlo, se diseñó un ala revisada con un larguero trasero más ancho, y consecuentemente un perfil alar diferente. Los aviones de producción tardía también tenían alas de igual envergadura. Estas modificaciones fueron reinstaladas en la mayoría de los restantes aviones de producción temprana.
El primer pedido de producción fue realizado por el conglomerado de fabricación británico Vickers; poco después, un segundo encargo fue emitido para la producción del modelo por la Bristol Aeroplane Company. Los primeros B.E.2a construidos por contratistas aparecieron durante las primeras semanas de 1913; en febrero del mismo año, al menos dos de estos aeroplanos fueron entregados al No. 2 Squadron del Real Cuerpo Aéreo, siendo posiblemente los primeros ejemplares del modelo en entrar en servicio.

### B.E.2b
El B.E.2b, que fue el siguiente estándar de producción original, se benefició de varias mejoras. Presentaba brazolas de las cabinas revisadas, que ofrecían una mejor protección contra los elementos, junto con controles revisados tanto del elevador como del timón. Algunos aviones ordenados como B.E.2b fueron completados como B.E.2c, y otros fueron construidos con alguna de las modificaciones del B.E.2c, como las capotas del cárter y trenes de aterrizaje en “V”.
Al comienzo de la guerra, estos B.E.2 iniciales formaron parte del equipamiento de los primeros tres escuadrones del RFC en ser enviados a Francia. Un B.E.2a del No. 2 Squadron fue el primer avión del Real Cuerpo Aéreo en llegar a Francia tras el comienzo de la Primera Guerra Mundial, el 26 de agosto de 1914.

### B.E.2c

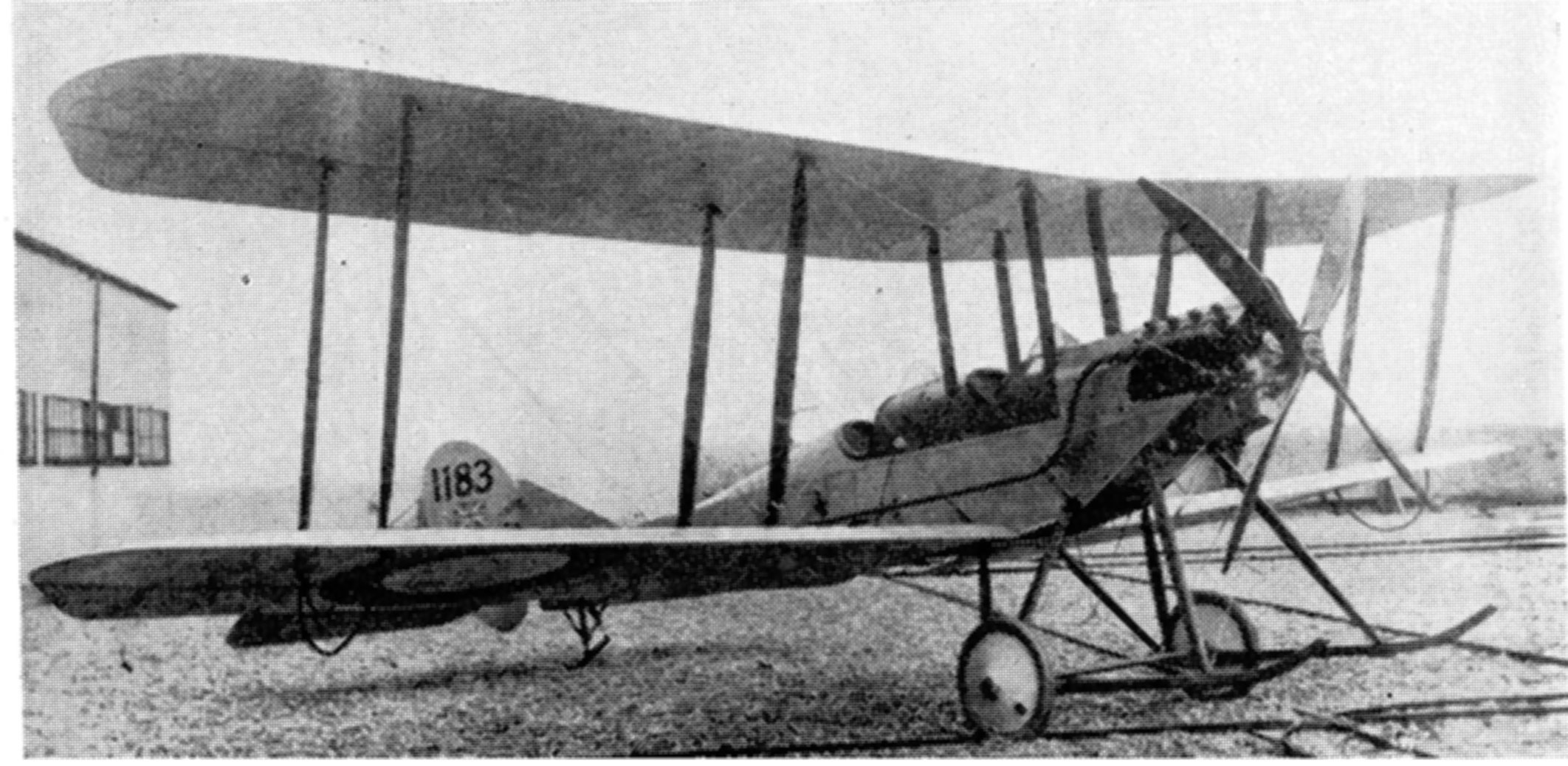
Modelo B.E.2c temprano, con motor Renault, tren de aterrizaje de patines, sin capota del cárter, sin recorte en la sección central superior.

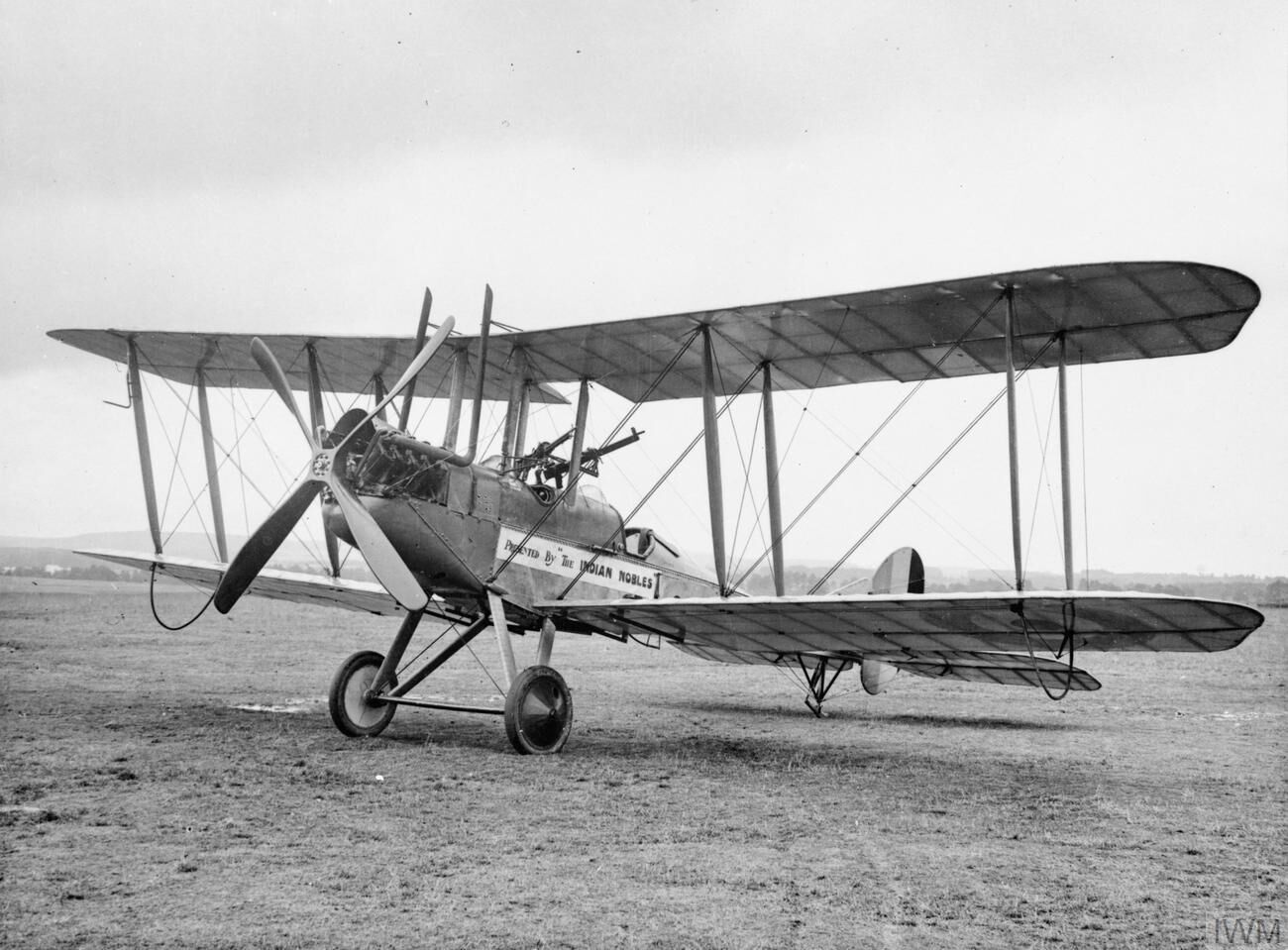
B.E.2c operacional con motor RAF 1a, tren de aterrizaje en "V", capota aerodinámica del cárter, y recorte en la sección central superior para mejorar el sector de tiro del artilleo.

El B.E.2c fue un rediseño importante, el resultado de las investigaciones realizadas por E. T. Busk, pensadas para proporcionar un aeroplano inherentemente estable. Esto se consideraba deseable para permitir que la completa atención de la tripulación se dedicara a las tareas de reconocimiento. El primer ejemplar, un B.E.2b convertido, voló el 30 de mayo de 1914, y el modelo entró en servicio de escuadrón justo antes del comienzo de la guerra. Se ordenaron relativamente grandes cantidades de la nueva versión, comenzando las entregas de aviones de producción en diciembre de 1914. Durante 1915, este modelo reemplazó a los B.E.2 iniciales en los escuadrones en Francia. El B.E.2c usaba el mismo fuselaje que el B.E.2b, pero por otro lado era realmente un modelo nuevo, estando equipado con nuevas alas de diferente planta con diedro aumentado y decalaje hacia delante, y los alerones reemplazaron la deformación del ala de los primeros modelos. La cola también era completamente nueva, y se le instaló una aleta triangular al timón.
Después de unos pocos aviones iniciales, las máquinas de producción estuvieron propulsadas por un desarrollo del motor Renault, el RAF 1a, y el tren de aterrizaje de patines gemelos fue reemplazado por un tren de aterrizaje simple en “V”. También se equipó con una aerodinámica capota del cárter a los modelos tardíos, mientras que un recorte en la parte trasera de la sección central mejoraba marginalmente el sector de fuego del observador, dándole también al piloto una mejor visión hacia delante por encima del ala. En las máquinas posteriores, el empenaje fue agrandado para reducir la tendencia del avión a balancearse durante el despegue y a mejorar la recuperación de barrenas.

### B.E.2d
El B.E.2d fue una versión de controles dobles de la variante c: estaba provista de controles completos en la cabina delantera, así como en la trasera. Esta modificación significó que ya no había espacio para el depósito de combustible debajo del asiento del observador, que tuvo que ser reemplazado por un depósito de gravedad en la sección central; para darle a la versión d una mayor autonomía, este depósito era inusualmente grande, añadiendo peso y resistencia extras que reducían las prestaciones del modelo, particularmente en el ascenso. La mayoría de los B.E.2d fueron usados como entrenadores, y parece ser que los pocos aparatos usados en operaciones por el RFC fueron volados desde el asiento normal del piloto (el trasero).
Por otro lado, fotografías de los B.E.2d suministrados a Bélgica dejan claro que no solo estaban remotorizados con motores Hispano, sino que al menos algunos de ellos tenían las posiciones de los asientos del piloto y el observador invertidas, teniendo este último un sector de tiro mucho mejor para su o sus armas. Algunos de los B.E.2c belgas fueron modificados de forma similar, mientras que al menos uno fue equipado con un anillo Scarff encima de la cabina trasera.

### B.E.2e

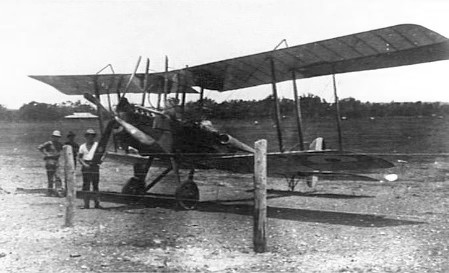
Un B.E.2e, nótense las alas de un solo vano con grandes soportes.

Durante 1916, la versión c comenzó a ser superada por la versión final, la B.E.2e. Esta variante se distinguía de nuevo por alas completamente nuevas, arriostradas por un único par de soportes por lado (como biplano “de un solo vano”), y un juego de paneles alares inferiores de envergadura más corta. Los alerones, en las alas superior e inferior, estaban unidos por conectores ligeros. La cola era otra vez una unidad nueva (siendo más pequeña que la de los B.E.2c y d) y el más grande y cuadrado empenaje vertical de los últimos B.E.2c se convirtió en estándar.
Se pensó instalarle una nueva y mejorada versión del RAF 1 (el RAF 1b), pero al final este motor no alcanzó el estado de producción, y el B.E.2e usó el mismo motor que su predecesor, reduciendo considerablemente la esperada mejora en las prestaciones.
Muchos aviones B.E.2c y B.E.2d, que estaban todavía en construcción cuando el nuevo modelo entró en producción, se completaron con las alas del B.E.2e. Para racionalizar el suministro de las piezas de repuesto, estos aviones fueron oficialmente designados como B.E.2f y B.E.2g.
Alrededor de 3500 B.E.2 fueron construidos por más de 20 fabricantes diferentes. Nunca se produjo una separación exacta entre los diferentes modelos, aunque sólo fuera porque muchos B.E.2 fueron completados como modelos posteriores a como habían sido ordenados originalmente.
Las B.E.9 y B.E.12 fueron variantes desarrolladas para proporcionar al B.E.2 con armamento de fuego frontal efectivo. El B.E.12 (un monoplaza) entró en producción y en servicio de escuadrón, aunque ninguna variante fue un gran éxito al final; ambos diseños habían sido superados por cazas más modernos en la época en que fueron completados.
Otra variante derivada del B.E.2c fue la B.E.10, diseñada como avión multitarea en mayo de 1914. El avión se iba a construir con un fuselaje de tubos de acero recubierto de tela con costillas de planchas de aleación prensadas, y alerones de envergadura total. Su envergadura era ligeramente menor que la del B.E.2c con brazolas más profundas y tren de aterrizaje oleoneumático, con una pequeña rueda "amortiguadora" de morro. Así mismo, el perfil alar tenía un borde de fuga reflejo. Aunque se ordenó a la Bristol Aeroplane Company que produjera cuatro aparatos, no llegaron a completarse antes de que se cancelara la orden.

## Historia operacional

### Servicio de preguerra
Durante el periodo de preguerra, aquellos B.E.2 que habían entrado en servicio fueron volados principalmente por los No. 2, No. 4 y No. 6 Squadron, que rápidamente acumularon una inusual gran cantidad de horas de vuelo en el modelo. El autor de aviación J. M. Bruce ha comentado que durante esta época, comparado con sus contemporáneos, los primeros B.E.2 demostraron un gran estándar de utilidad y fiabilidad, según confirman los registros de mantenimiento de los escuadrones.
En esta época se realizaron múltiples vuelos de larga distancia usando B.E.2 individuales, especialmente por personal del No. 2 Squadron. El 22 de mayo de 1913, el Capitán Longcroft voló su avión desde el Farnborough Airport hasta el Montrose Aerodrome, cubriendo las 550 millas de distancia en 10 horas y 55 minutos, con dos paradas intermedias. El 19 de agosto de 1913, Longcroft repitió este viaje usando un B.E.2 equipado con un depósito de combustible adicional, rebajando el tiempo a 7 horas y 40 minutos, con sólo una parada a medio camino. Durante este periodo se llevó a cabo una gran cantidad de vuelos experimentales, influenciando el diseño de posteriores sistema de combustible y trenes de aterrizaje, así como el reforzamiento estructural y cambios aerodinámicos.

### Frente Occidental

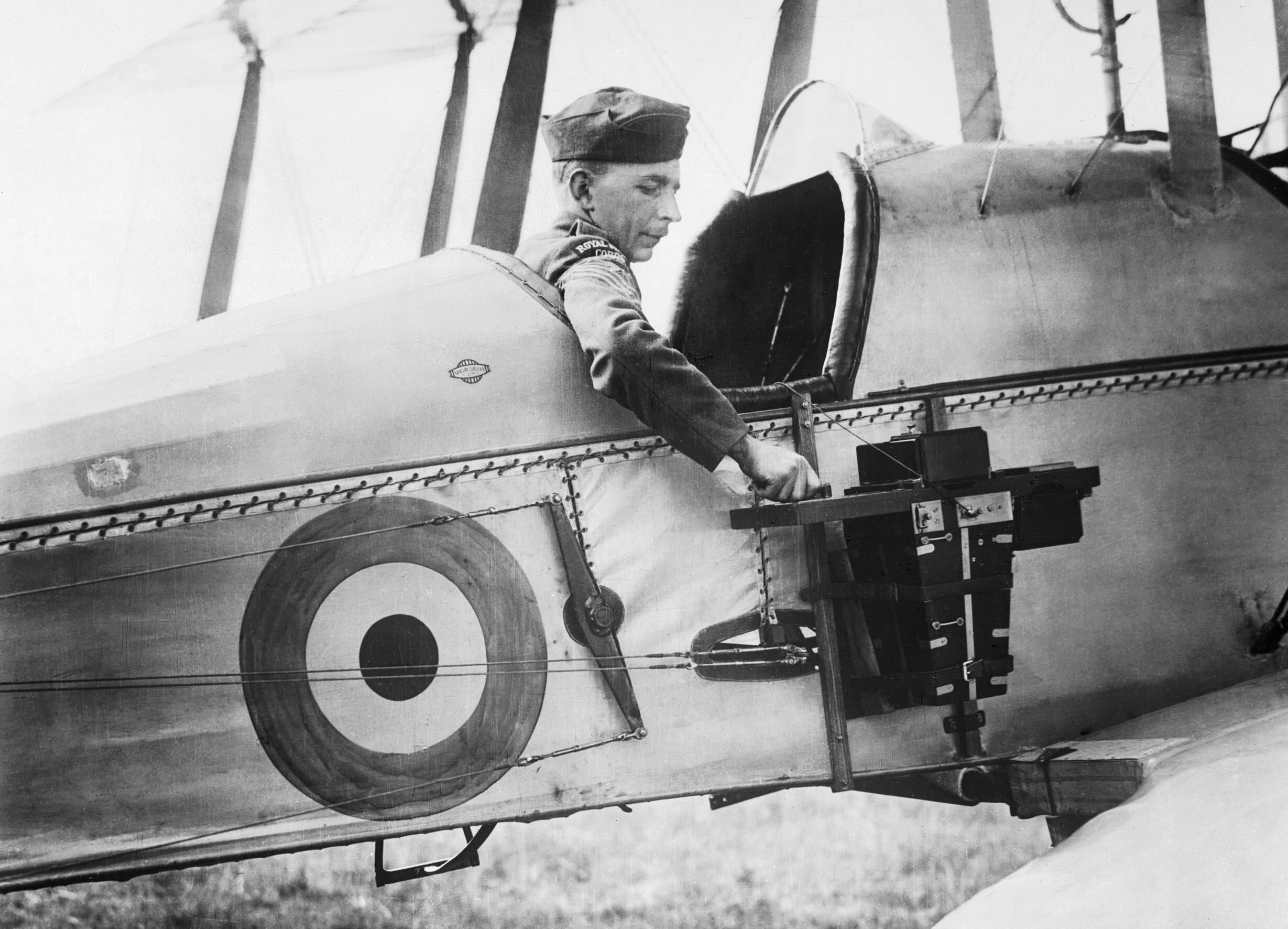
Una cámara de reconocimiento aéreo de 1916 operada por el piloto de un B.E.2c.

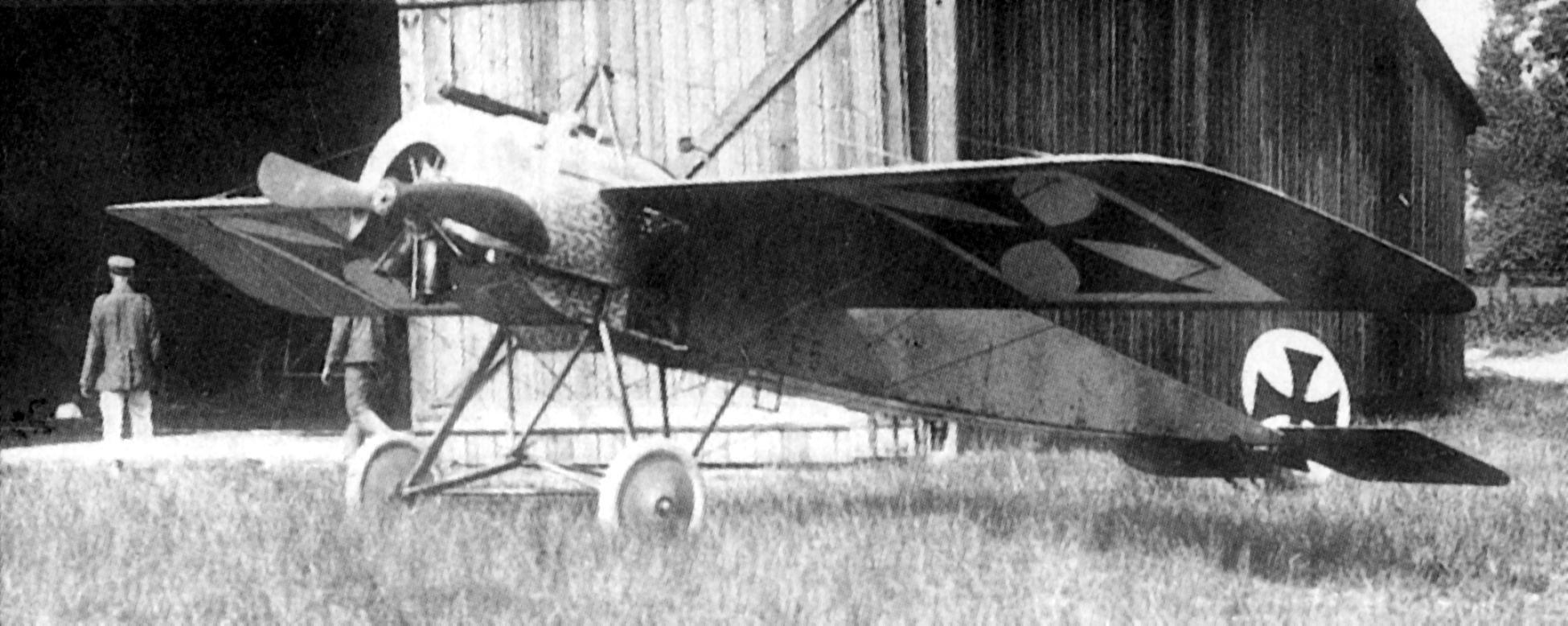
Un Fokker Eindecker, la némesis del B.E.2 en 1915/principios de 1916.

Los primeros modelos de B.E.2 ya habían servido en el RFC durante dos años antes del estallido de la Gran Guerra, y estaban entre los aviones que llegaron con la Fuerza Expedicionaria Británica a Francia durante 1914. Como todos los aviones en servicio en esta época, habían sido diseñados en un momento en el que las cualidades requeridas para un avión de guerra eran con mucho cosa de conjeturas y especulaciones, en ausencia de experiencia real en el uso de los aviones en la guerra: en esta etapa, todos los combatientes estaban todavía tanteando el terreno, y el combate aéreo, especialmente la necesidad de aviones de reconocimiento que fueran capaces de defenderse por sí solos, no se había anticipado ampliamente. Como resultado, el B.E.2 fue diseñado originalmente sin ninguna provisión para armamento.
Ante la ausencia de una política oficial respecto al armamento, las tripulaciones más agresivas improvisaron el suyo propio. Aunque algunos volaron enteramente desarmados, o quizá llevaban revólveres o pistolas automáticas de servicio, otros se armaron con rifles o carabinas operados manualmente como usaban las tropas terrestres, o incluso se equiparon con una ametralladora Lewis. Las prestaciones de los primeros modelos del B.E.2 propulsados por Renault se degradaron por el peso adicional, y en cualquier caso el llevar este armamento demostró ser de una efectividad cuestionable.
Todavía era necesario que el observador estuviera colocado sobre el centro de gravedad, por delante del piloto, para asegurar el equilibrio delantero y trasero cuando el avión volaba con un solo tripulante. En esta incómoda posición tenía una pobre visibilidad, y el grado con el que podía manejar una cámara (o, más tarde, un arma) era obstaculizado por los soportes y cables que aguantaban la sección central del ala superior. En la práctica, el piloto de un B.E.2 casi siempre operaba la cámara, y el observador, cuando estaba armado, disponía de un pobre sector de tiro hacia atrás, teniendo que, en el mejor de los casos, disparar por encima de la cabeza de su piloto. Siempre que se llevaban bombas, o cuando se requería la máxima autonomía, normalmente tenía que dejarse atrás al observador.
Sin embargo, los B.E.2 ya estaban en uso como bombarderos ligeros, así como para el reconocimiento visual; un ataque a la estación de trenes de Courtrai el 26 de abril de 1915 le valió póstumamente la Cruz Victoria al teniente segundo William Rhodes-Moorhouse, la primera recompensa de este tipo otorgada por una operación aérea. Por esa época, los aviones de preguerra ya estaban desapareciendo del servicio en el RFC.
El modelo que reemplazó a los B.E.2a y B.E.2b (así como al surtido de otros modelos en uso en esa época) en los escuadrones de reconocimiento del RFC en 1915, fue el B.E.2c, que también había sido diseñado antes de la guerra. La diferencia más importante en el nuevo modelo era una mejora en estabilidad (una característica realmente útil, especialmente en trabajos de fotografía aérea, usando las primitivas cámaras de placas de la época, con sus exposiciones relativamente largas). Desafortunadamente, en este caso la estabilidad se combinó con “pesados” controles y una maniobrabilidad relativamente pobre. Un motor adecuado no estuvo disponible en cantidades suficientes para reemplazar el Renault refrigerado por aire (el RAF 1a era esencialmente una versión mejorada del motor francés), así que la mejora en las prestaciones del B.E.2c fue menos que sorprendente.
La vulnerabilidad del B.E.2c a un ataque de cazas se hizo evidente a finales de 1915, con la llegada del Fokker Eindecker. Esto llevó a la prensa británica a referirse despectivamente al avión como “pienso para Fokker”, mientras que los pilotos alemanes también le pusieron el apodo kaites Fleisch (carne fría). El as británico Albert Ball describió el B.E.2c como un “sangriento y horrible aeroplano. Incapaz de hacer frente a un caza primitivo como el E.I, estaba virtualmente indefenso contra los nuevos cazas alemanes de 1916/17. Las pobres prestaciones del avión contra los Fokker y el fracaso en mejorar el avión o reemplazarlo causó gran controversia en Inglaterra, atacando Noel Pemberton Billing al B.E.2c y a la Royal Aircraft Factory en la Cámara de los Comunes el 21 de marzo de 1916, alegando que los pilotos del RFC en Francia "no estaban muriendo, sino siendo asesinados".
Esta agitación motivó el establecimiento de dos investigaciones; una sobre la administración de la Royal Aircraft Factory, y otra sobre el alto mando del Real Cuerpo Aéreo, siendo llevada esta última por un juez. Estos informes dejaron muy claro que tanto la administración de la Factory como los mandos del RFC fueron responsables de ordenar el B.E.2, pero Mervyn O'Gorman fue destituido de forma efectiva como supervisor de la Factory mediante una “promoción lateral”, mientras que muchas de las más talentosas personas entre los diseñadores e ingenieros de la fábrica siguieron a De Havilland hacia la industria privada.
Una vez que la amenaza de los monoplanos Fokker había sido contenida de forma efectiva con la introducción de una nueva generación de cazas aliados, como los DH.2 y 11, el porcentaje de pérdidas de B.E.2c sobre el Frente Occidental disminuyó a un nivel aceptable; los registros oficiales indican que durante el segundo cuarto de 1916, los B.E.2 tuvieron realmente el menor porcentaje de pérdidas de entre los principales modelos entonces en uso por el servicio. Envalentonado por esto, el RFC se hizo cargo de grandes cantidades de B.E.2e, modelo que prometía prestaciones mejoradas, y combinaba la estabilidad del B.E.2c con controles “aligerados” (que prometían una mejor maniobrabilidad).
Sin embargo, en la primavera de 1917, las condiciones en el Frente Occidental habían cambiado de nuevo; los escuadrones de caza alemanes habían sido reequipados con mejores cazas, especialmente el D.III. Se había planeado que por esa época los B.E.2 de primera línea hubieran sido reemplazados por aviones más nuevos, como el R.E.8 y el F.K.8, pero la entrega de estos modelos fue inicialmente más lenta de lo esperado. Esta situación culminó en lo que llegó a conocerse como “abril sangriento”, perdiendo 60 B.E.2 el RFC durante ese mes.
Un incidente que ilustra tanto el pobre nivel de las capacidades de pilotaje con el que los nuevos pilotos del RFC eran enviados a Francia en 1917, como el nivel de popularidad del B.E.2e en el Frente Occidental en esa época, fue registrado por Arthur Gould Lee, entonces un joven novato del RFC, en su libro No Parachute. El 19 de mayo de 1917, a seis pilotos, recién llegados a Francia y todavía sin escuadrón, les fueron entregados B.E.2e nuevos para trasladarlos entre los depósitos del RFC en Saint-Omer y Candas. Uno se estrelló en tránsito, tres se estrellaron al aterrizar y uno desapareció (el piloto resultó muerto). Lee, el piloto del único avión que llegó a salvo, escribió en una carta a su mujer:
Más bien me sentí como un canalla por no estrellarme también, porque todos se alegran de ver eliminadas trampas mortales como las Rarezas, especialmente las nuevas.
Afortunadamente, por esa época el B.E.2e ya estaba siendo rápidamente reemplazado en el Frente Occidental por modelos posteriores, pero esto fue, desde varios puntos de vista, más de un año demasiado tarde.

### Caza nocturno
Tan pronto como en 1915, el B.E.2c entró en servicio como caza nocturno pionero, siendo usado en los intentos de interceptar y destruir los dirigibles incursores alemanes. La versión interceptora del B.E.2c fue volada como monoplaza, equipada con un depósito de combustible auxiliar en el centro de gravedad, en la posición del asiento del observador.
Entre otras armas proyectadas con la intención de atacar a los dirigibles desde arriba, incluyendo dardos Ranken y pequeñas bombas incendiarias, estaba el Fiery Grapnel (gancho ardiente). Desarrollado en la Royal Aircraft Factory, el gancho consistía en una flecha hueca de 2 pulgadas de largo, de acero, rellena con una carga explosiva, equipada con un morro con cuatro lados doblados y placas metálicas que actuaban como aletas; habría estado unido a un cable montado en un cabestrante y sería llevado por un único B.E.2. Se suponía que el caza se aproximaría a un zepelín desde arriba, después se lanzaría el gancho, y con maniobras apropiadas intentaría golpear la superficie del dirigible con él, para atravesarla: luego caería al interior y haría explosión, causando la ignición del gas hidrógeno del dirigible.
Se demostró que una solución más simple y mucho más práctica era atacar desde abajo, usando una ametralladora Lewis que disparaba una mezcla de munición explosiva e incendiaria en un ángulo superior de 45 grados.
La nueva táctica demostró ser altamente efectiva. La noche del 2 al 3 de septiembre de 1916, un único B.E.2c fue acreditado con el derribo del SL 11, el primer dirigible alemán en ser derribado sobre Gran Bretaña después de un año de incursiones nocturnas. Esta acción hizo que el piloto, el Capitán William Leefe Robinson, fuera galardonado con la Cruz Victoria y varios premios en metálico, totalizando 3500 libras, que habían sido propuestos por varias personas.
Esta no fue una victoria aislada; cinco dirigibles alemanes más fueron destruidos por los interceptores B.E.2c de la Defensa Local entre octubre y diciembre de 1916. Como consecuencia de estas pérdidas, la flota de dirigibles del ejército alemán cesó sus incursiones sobre Inglaterra: los dirigibles incursores navales alemanes de 1917 volaron a mayores alturas para evitar la interceptación, reduciendo su efectividad. También se planearon incursiones diurnas de bombarderos más pesados que el aire.
Las prestaciones del B.E.2 eran inadecuadas para interceptar dirigibles volando a 15 000 pies y mucho menos a los bombarderos Gotha G.IV que aparecieron durante 1917, y su carrera como caza efectivo de defensa local terminó.

### Otros frentes
Aunque la mayoría de los B.E.2 operacionales sirvieron en el Frente Occidental, el modelo también entró en servicio limitado en otros teatros de ultramar. Al menos un par de B.E.2 estaban entre los aviones destacados con el No. 3 Squadron para ser usados en la batalla de Galípoli. Fueron usados como observadores en apoyo de los bombardeos navales, y también fueron usados ocasionalmente para bombardear barcos y otros objetivos directamente.
Ya en 1914, algunos B.E.2a fueron a Australia, donde sirvieron como entrenadores para el naciente Cuerpo Aéreo Australiano en Point Cook, Victoria. De igual manera, el modelo también fue adoptado en la Escuela de Vuelo India en Sitapur. Al menos un B.E.2 fue destacado a Egipto para reforzar a las fuerzas aliadas que luchaban en el Mediterráneo oriental; el 16 de abril de 1915, este avión participó en el bombardeo de El Murra.

### Góndola de dirigible

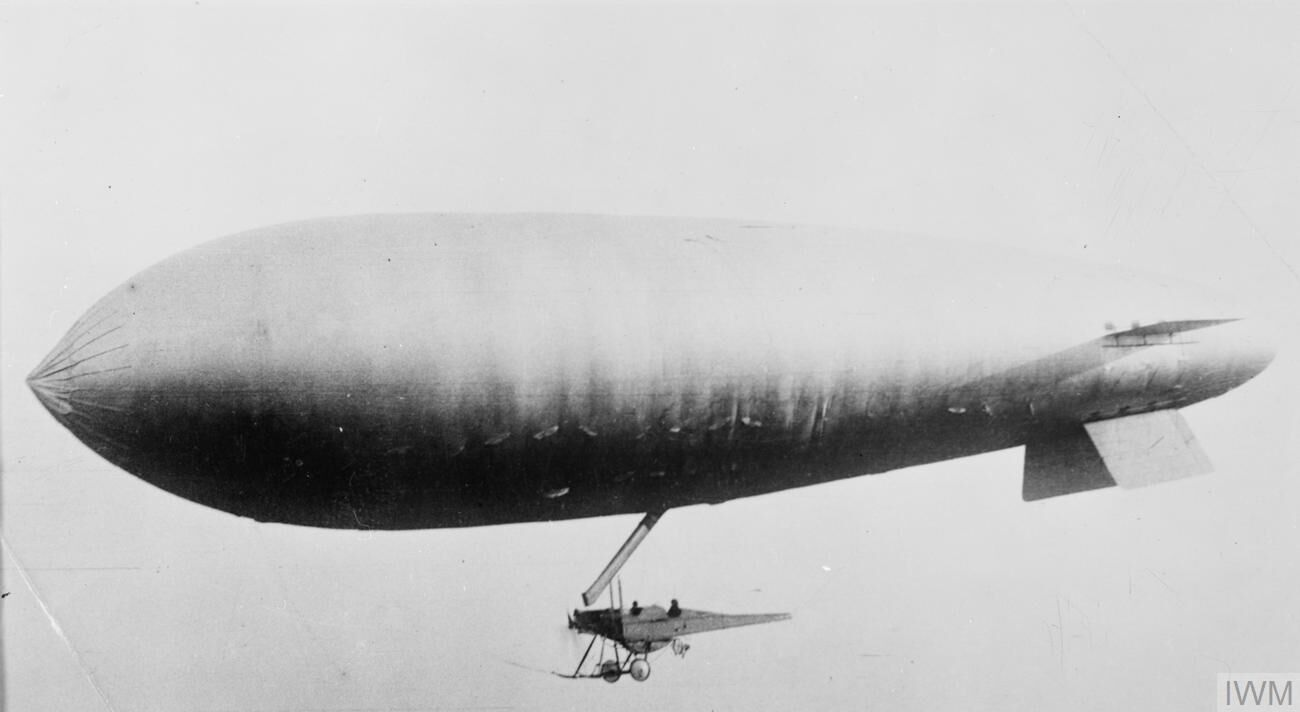
Un dirigible clase SS usando el fuselaje de un B.E.2 como góndola.

Cierta cantidad de fuselajes de B.E.2 fueron empleados como góndolas improvisadas para los precipitadamente diseñados globos de la Clase SS, que fueron puestos en servicio por el Real Servicio Aéreo Naval para realizar tareas antisubmarinas durante marzo de 1915. Las clases posteriores presentaban góndolas especialmente diseñadas.

### Uso no combativo

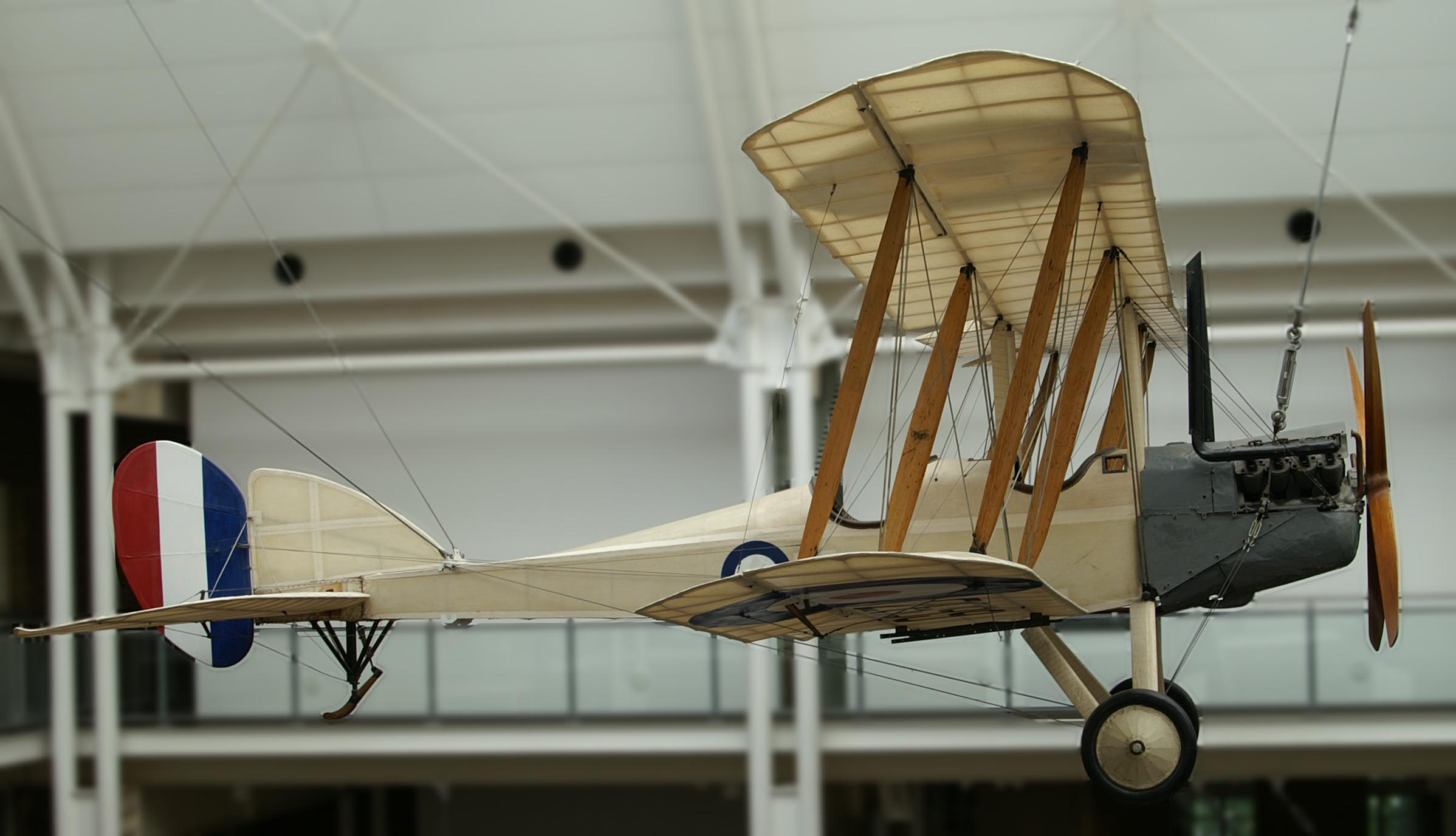
Un B.E.2c en el Museo Imperial de la Guerra en Londres.

De 1917 en adelante, el B.E.2 fue retirado generalmente de sus usos en primera línea y como caza nocturno. Los ejemplares supervivientes continuaron usándose en la vigilancia antisubmarina y como entrenadores durante el resto del conflicto. A pesar de los controles bastante insensibles del modelo, era capaz de ejecutar acrobacias aéreas completas (aunque algo majestuosas), y de ninguna manera era un mal entrenador.
El 19 de febrero de 1917, un B.E.2c fue usado para realizar la primera evacuación aeromédica del Ejército británico, cuando trasladó a la única baja de la incursión en Bir el Hassana en la península del Sinaí. El hombre tenía un tobillo roto, y el vuelo de 45 minutos en el asiento del observador le evitó un agonizante viaje de varios días en camello.

### Uso de posguerra
Un B.E.2e fue usado para realizar el primer vuelo a través de Australia, volando desde Melbourne hasta Port Darwin. Fue pilotado por el capitán H. N. Wrigley, acompañado por el sargento A. W. Murphy. El viaje de 4000 km, realizado entre el 16 de noviembre y el 12 de diciembre de 1919, totalizó un tiempo combinado de vuelo de 46 horas.
Otro B.E.2e fue uno de los dos primeros aviones (el otro fue un Avro 504K) adquiridos por la nueva aerolínea australiana Qantas, cuando fue fundada en Queensland en 1920/21.

## Variantes
B.E.1
Prototipo (importante biplano tractor pionero). El primer B.E.2 era virtualmente idéntico, excepto por el motor instalado originalmente.
B.E.5
Prototipo, oficialmente una reconstrucción de un biplano Howard Wright, propulsado por un motor ENV de 45 kW (60 hp), por lo demás similar al B.E.2 original. Primer vuelo el 27 de junio de 1912. Reconstruido con un motor Renault y convirtiéndose de hecho en un B.E.2.
B.E.6
Prototipo, oficialmente una reconstrucción del S.E.1. Primer vuelo el 5 de septiembre de 1912, propulsado por un motor ENV de 45 kW (60 hp) igual que el B.E.5, pero reequipado con un Renault antes de la entrega al RFC más tarde el mismo mes, como B.E.2.
B.E.2a
Versión de producción inicial del B.E.2. Construida en pequeñas cantidades desde finales de 1912 (todavía un modelo estándar al comienzo de la guerra a finales de 1914).
B.E.2b
Básicamente, igual que la a, con laterales de las cabinas más altos; los ejemplares tardíos (quizá aquellos completados después de que entrar en producción el B.E.2c) usaban alerones en lugar de la deformación alar y presentaban otras características de la c, como el tren de aterrizaje en "V" y capotas del cárter motor.
B.E.2c
Versión muy rediseñada para mejorar la estabilidad, con nuevas cola y alas.
B.E.2d
Esencialmente, una versión c con controles dobles, y un depósito de combustible por gravedad más grande.
B.E.2e
Versión final, con nuevas alas de un solo vano. Esperando ser una gran mejora sobre la versión c, fue una gran decepción.
B.E.2f
B.E.2c con las alas del B.E.2e.
B.E.2g
B.E.2d con las alas del B.E.2e.
B.E.9
B.E.2c con una caja de madera (llamada “púlpito”, parecida a la del S.A francés) delante de la hélice, para instalar un asiento para el observador/artillero. Sólo se produjo el prototipo.
B.E.10
Versión propuesta del B.E.2c con alerones de envergadura total, no construida.
B.E.12
B.E.2c monoplaza con un arma sincronizada y motor más potente. El B.E.12a tenía las alas del B.E.2e.

## Operadores
Australia
- Cuerpo Aéreo Australiano
- Central Flying School en Point Cook, Victoria.[60]

 Bélgica
- Componente Aéreo del Ejército Belga

 Estados Unidos
- Fuerza Expedicionaria Estadounidense

 Estonia
- Fuerza Aérea Estonia[61]

 Grecia
- Armada Griega

 Noruega
- Servicio Aéreo del Ejército Noruego

 Países Bajos
- Real Fuerza Aérea de los Países Bajos: solo operó un avión.

 Reino Unido
- Real Cuerpo Aéreo/Real Fuerza Aérea
- Real Servicio Aéreo Naval

 Sudáfrica
- Fuerza de Defensa de la Unión/Fuerza Aérea Sudafricana

## Supervivientes y reproducciones

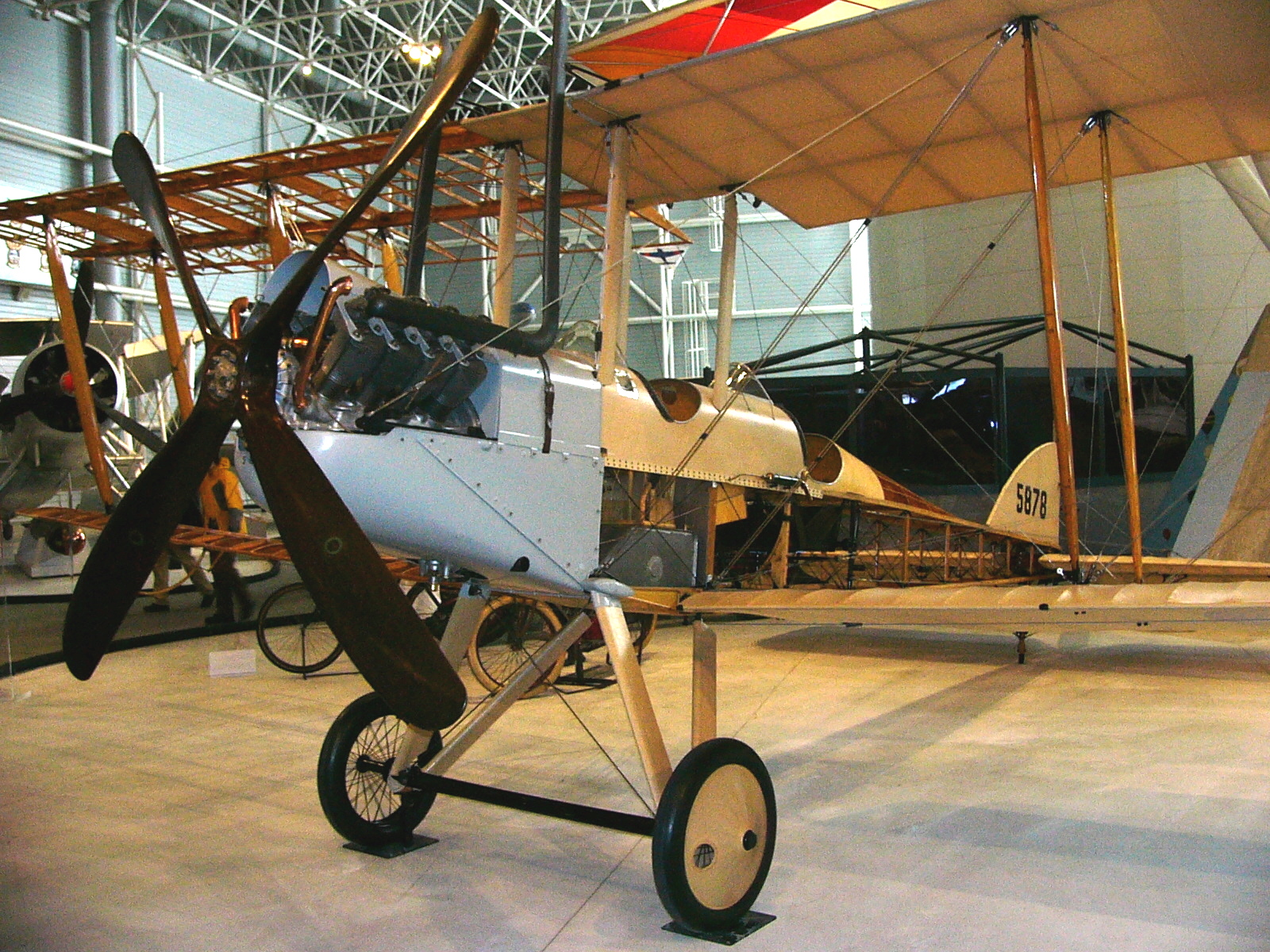
B.E.2c en el Canada Aviation and Space Museum.

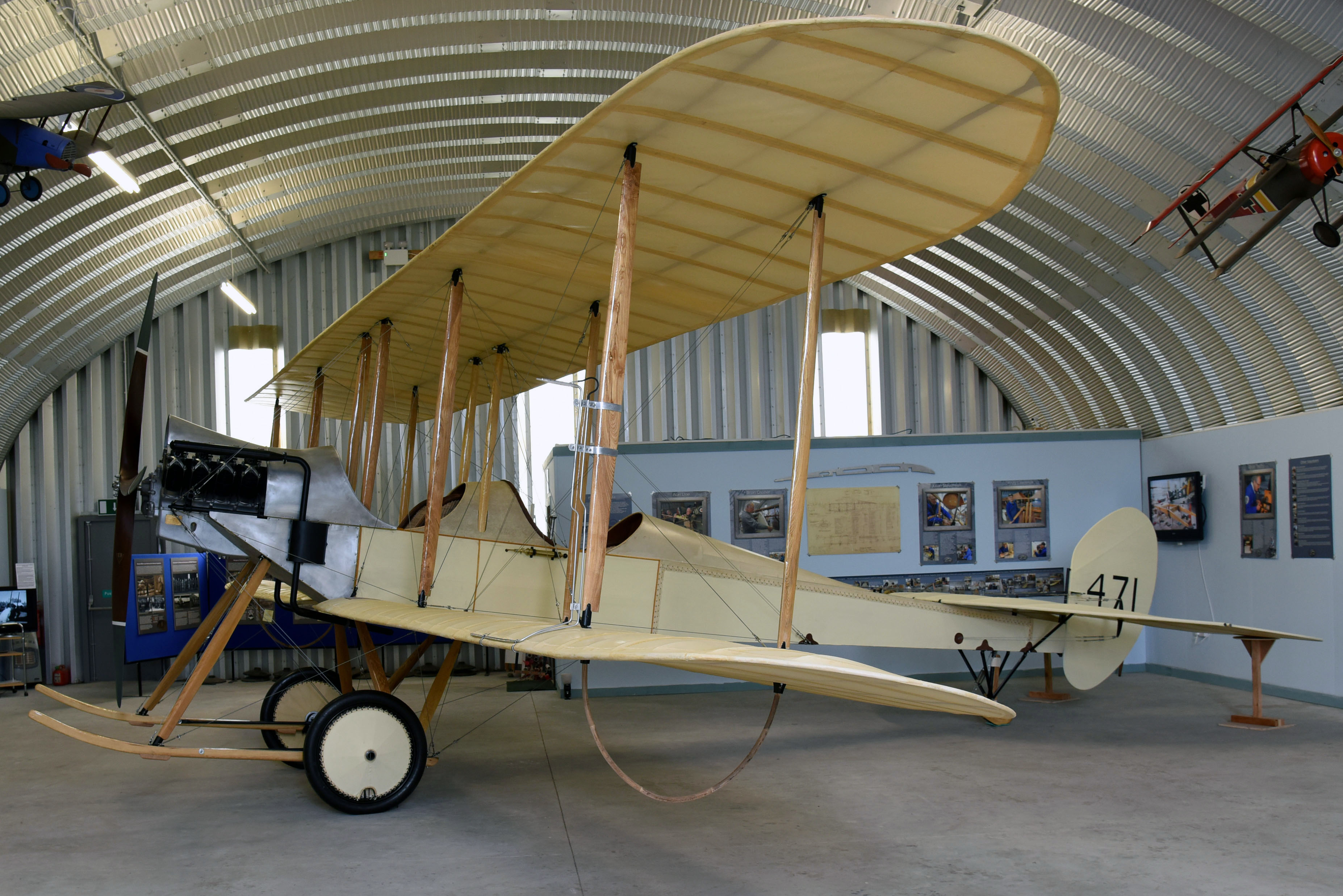
Réplica del B.E.2a No.471 en el Montrose Air Station Heritage Centre, Angus, Scotland.

Existen aviones supervivientes restaurados y reproducciones en varios museos, incluyendo el Museo Imperial de la Guerra, Duxford; el RAF Museum, Hendon; el Canada Aviation Museum, Ottawa; el Museo del Aire y del Espacio, París; el Militaire Luchtvaartmuseum, Soesterberg, Países Bajos; United States Army Aviation Museum y el Norwegian Armed Forces Aircraft Collection en el Oslo Airport, Noruega.
El B.E.2f número de serie A1325 ha sido restaurado al estado de vuelo por The Vintage Aviator Ltd en Nueva Zelanda, con un motor original V8 RAF 1a, y realizó su estreno en la muestra aérea Classic Fighters Omaka en abril de 2009. TVAL también ha construido varias reproducciones en estado de vuelo, incluyendo modelos c y f, dos de los cuales están actualmente en el Reino Unido en préstamo en el WW1 Aviation Heritage Trust.
Una réplica en estado de vuelo de B.E.2c (registrada G-AWYI) fue construida y pilotada por el ingeniero Charles Boddington en Sywell, Reino Unido, en 1969, para usarlo en la película Biggles Sweeps the Skies. La producción fue cancelada, y Boddington murió el año siguiente en un accidente aéreo durante la filmación de la película El Barón Rojo. El B.E.2c mismo resultó muy dañado en un accidente en los Estados Unidos en 1977, pero el hijo de Boddington, Matthew, lo volvió a poner en estado de vuelo en 2011. Actualmente vuela con el Great War Display Team.
La última reproducción volable en el Reino Unido fue construida en Boscombe Down, Wilts, completada alrededor de 2008 y actualmente es exhibida con el Boscombe Down Aviation Collection en Old Sarum.
Un B.E.2a (primera variante con alas de envergadura desigual) fue construido desde planos originales y completado en febrero de  2014. Está en exhibición RAAF Museum, Point Cook, Victoria, Australia.
Voluntarios del Montrose Air Station Heritage Centre, Angus, Escocia, han construido una réplica a tamaño real de un B.E.2a (No. 471) a partir de planos originales, y actualmente está en exhibición. Posee una réplica de precisión de un motor Renault 70 hp.

## Especificaciones (B.E.2c, motor RAF 1a)
Referencia datos: British Aeroplanes 1914–18, The B.E.2, 2a and 2b

### Características generales
- Tripulación: Dos (piloto y observador)
- Longitud: 8,3 m (27,3 ft)
- Envergadura: 11,3 m (37 ft)
- Altura: 3,4 m (11,1 ft)
- Superficie alar: 34,5 m² (371,4 ft²)
- Peso vacío: 621 kg (1368,7 lb)
- Peso cargado: 1066 kg (2349,5 lb)
- Planta motriz: 1× motor lineal V8 refrigerado por aire RAF 1a.
  - Potencia: 67 kW (92 HP; 91 CV)
- Hélices: De cuatro palas de madera de paso fijo

### Rendimiento
- Velocidad máxima operativa (Vno): 116 km/h (72 MPH; 63 kt) a 1981 m (6500 pies)
- Alcance: 3 h, 15 min
- Techo de vuelo: 3000 m (9843 ft)
- Tiempo a altitud: 

  - 6 min, 30 s para 1067 m (3500 pies)

  - 45 min, 15 s para 3048 m (10 000 pies)

### Armamento
- Ametralladoras: 

  - 1x Lewis de 7,7 mm para el observador (normalmente)
- Bombas: 100 kg

## Aeronaves relacionadas

### Desarrollos relacionados
- B.E.9
- B.E.12

### Aeronaves similares
- Aviatik B.I
- Albatros B.I
- LVG B.I

### Secuencias de designación
- Secuencia B.E._ (interna de Royal Aircraft Factory (Blériot Experimental)): B.E.1 - B.E.2 - B.E.3 - B.E.4 - B.E.5 - B.E.6 - B.E.7 - B.E.8 - B.E.9 - B.E.10 - B.E.11 - B.E.12